# Szászország
Szászország (németül: Sachsen, felső-szorb nyelven: Sakska) Németország egyik szövetségi tartománya az ország keleti részén. Történelmi, kulturális és gazdasági szempontból egyaránt kiemelkedő jelentőségű, az ország egyik ipari és tudományos központja, amely a német újraegyesítés óta dinamikusan fejlődik. A tartomány gazdag múlttal rendelkezik: már a középkorban meghatározó szerepet játszott a német fejedelemségek között, később pedig a szász választófejedelmek és királyok révén politikai és kulturális befolyásra tett szert. Ma Szászország különösen jelentős az innováció, a gépipar, a mikroelektronika és az autóipar területén. Emellett gazdag művészeti öröksége, kiváló egyetemei (mint például a lipcsei és a drezdai egyetem), valamint UNESCO világörökségi helyszínei révén is figyelemre méltó. Több mint négymillió lakosával Szászország a hetedik legnépesebb, körülbelül 18 450 négyzetkilométeres területével pedig a tizedik legnagyobb tartomány, így a 16 német tartomány között középhelyet foglal el. Népsűrűsége hozza az országos átlagot.
Nyugatról Türingia és Szász-Anhalt, északról Brandenburg, keletről Lengyelország, délről pedig Csehország és Bajorország határolja. Székhelye az "Elba Firenzéje" becenéven is gyakran nevezett Drezda, amely híres lenyűgöző barokk és rokokó építészetéről. Kiemelkedő nevezetességei közé tartozik a Zwinger-palota, a Frauenkirche és a világhírű Zöld Boltozat kincstára. De nevezetesebb települései közé tartozik Lipcse, amely a legnépesebb város, gazdasági, zenei és oktatási központ, Chemnitz ipari központ, a műszaki fejlődés egyik bázisa, illetve Zwickau, az autóipar (pl. Audi, Trabant) egyik bölcsője.
Területe változatos: nyugaton dombságok, középen alföldek, délen pedig a Szász-Érchegység (Erzgebirge) húzódik. A legmagasabb pont a Fichtelberg (1215 m), míg az Elba folyó völgye termékeny mezőgazdasági területet biztosít. A tartományt átszeli több jelentős folyó, köztük az előbb említett Elba, a Mulde és a Neiße. Drezda az Elba völgyében, festői környezetben fekszik. A régió erdőkben, nemzeti parkokban és természetvédelmi területekben gazdag, például a Szász Svájc (Sächsische Schweiz) híres sziklás tájairól. Földrajzi fekvése elősegíti a turizmust, a kereskedelmet és a határon átnyúló kapcsolatokat is.
Története a középkorig nyúlik vissza, amikor a terület a Szász Hercegség, majd a Szász Választófejedelemség része lett a Német-római Birodalomban. A 15. századtól a Wettin-ház uralkodott itt, és Drezda fényűző udvari központtá vált. A 18. században Szászország erős politikai és kulturális szerepet játszott, különösen II. (Erős) Ágost uralkodása idején, aki egyben Lengyelország királya is volt. A napóleoni háborúk után királysággá vált, majd 1871-ben csatlakozott a Német Császársághoz. A második világháborúban Drezda súlyos bombázásokat szenvedett el, majd Szászország a Német Demokratikus Köztársaság (NDK) része lett. 1990-ben, a német újraegyesítés után ismét szövetségi tartományként csatlakozott a Német Szövetségi Köztársasághoz. Azóta a régió dinamikusan fejlődik gazdaságilag és kulturálisan egyaránt.

## Nevének eredete
A Szászország név eredete a "Szász" (németül: Sachsen) etnonimából származik, amely a terület első népei, a szászok nevére vezethető vissza. A szászok germán törzs voltak, akik az ókor végén és a középkor elején kezdtek letelepedni a mai Észak-Németország és Szászország területén.

## Fekvése
Déli természetes határa Csehország felé az Elster-hegység, az Érchegység és a Nyugati-Szudéták, keleten Lengyelország felé a Neisse folyó.

## Közigazgatás
A tartomány 10 járásra (Landkreis) és három járási jogú városra oszlik.
| Szászország járásai                                              |                   |               |                     |
| Járás                                                            | Székhely          | Terület (km²) | Népesség (fő, 2018) |
| Bautzen                                                          | Bautzen           | 2395,6        | 300 880             |
| Érchegységi (Erzgebirgskreis)                                    | Annaberg-Buchholz | 1827,91       | 337 696             |
| Észak-szász (Nordsachsen)                                        | Torgau            | 2028,56       | 197 673             |
| Görlitz                                                          | Görlitz           | 2111,41       | 254 894             |
| Közép-szász (Mittelsachsen)                                      | Freiberg          | 2116,85       | 306 185             |
| Lipcse                                                           | Borna             | 1651,32       | 257 763             |
| Meissen                                                          | Meissen           | 1454,59       | 242 165             |
| Szász Svájc–Kelet-érchegységi (Sächsische Schweiz-Osterzgebirge) | Pirna             | 1654,19       | 245 611             |
| Vogtlandi (Vogtlandkreis)                                        | Plauen            | 1412,42       | 227 796             |
| Zwickau                                                          | Zwickau           | 949,79        | 317 531             |
| Járási jogú város                                                | Járási jogú város | Terület (km²) | Népesség (fő, 2018) |
| Chemnitz                                                         | Chemnitz          | 221,05        | 247 237             |
| Drezda (Dresden)                                                 | Drezda (Dresden)  | 328,48        | 554 649             |
| Lipcse (Leipzig)                                                 | Lipcse (Leipzig)  | 297,8         | 587 857             |

## Főbb városai

### Drezda
Szászország fővárosa Drezda (németül Dresden), amely 536 000 lakosával és 300 km² területével jelentős város a régióban. Itt működik a 2002-ben megnyílt Volkswagen-gyár 400 alkalmazottal. 
Főbb látványosságai:
- Semperoper
- Zwinger
- Frauenkirche (barokk stílusú)
- Drezdai vár

### Egyéb nagyvárosok

#### Lipcse
Német neve: Leipzig. Itt alkotott Johann Sebastian Bach és ifjúkorában Richard Wagner. Szimbóluma a Völkerschlachtdenkmal, azaz a népek csatájának emlékműve. További látványosságai a Bach-múzeum és a Tamás-templom.

#### Chemnitz
Szászország harmadik legnagyobb városa. Szimbóluma Karl Marx fejszobra, a Nischel. Az NDK fennállásának ideje alatt Chemnitz a Karl-Marx-Stadt nevet viselte.

## Híres szászországiak
- Ines Diers – olimpiai bajnok úszó
- Joachim Kunz – olimpiai bajnok súlyemelő
- Marco Rudolph – olimpiai ezüstérmes ökölvívó
- Uwe Daßler – olimpiai bajnok úszó
- Silke Hörner – olimpiai bajnok úszónő

## Turizmus

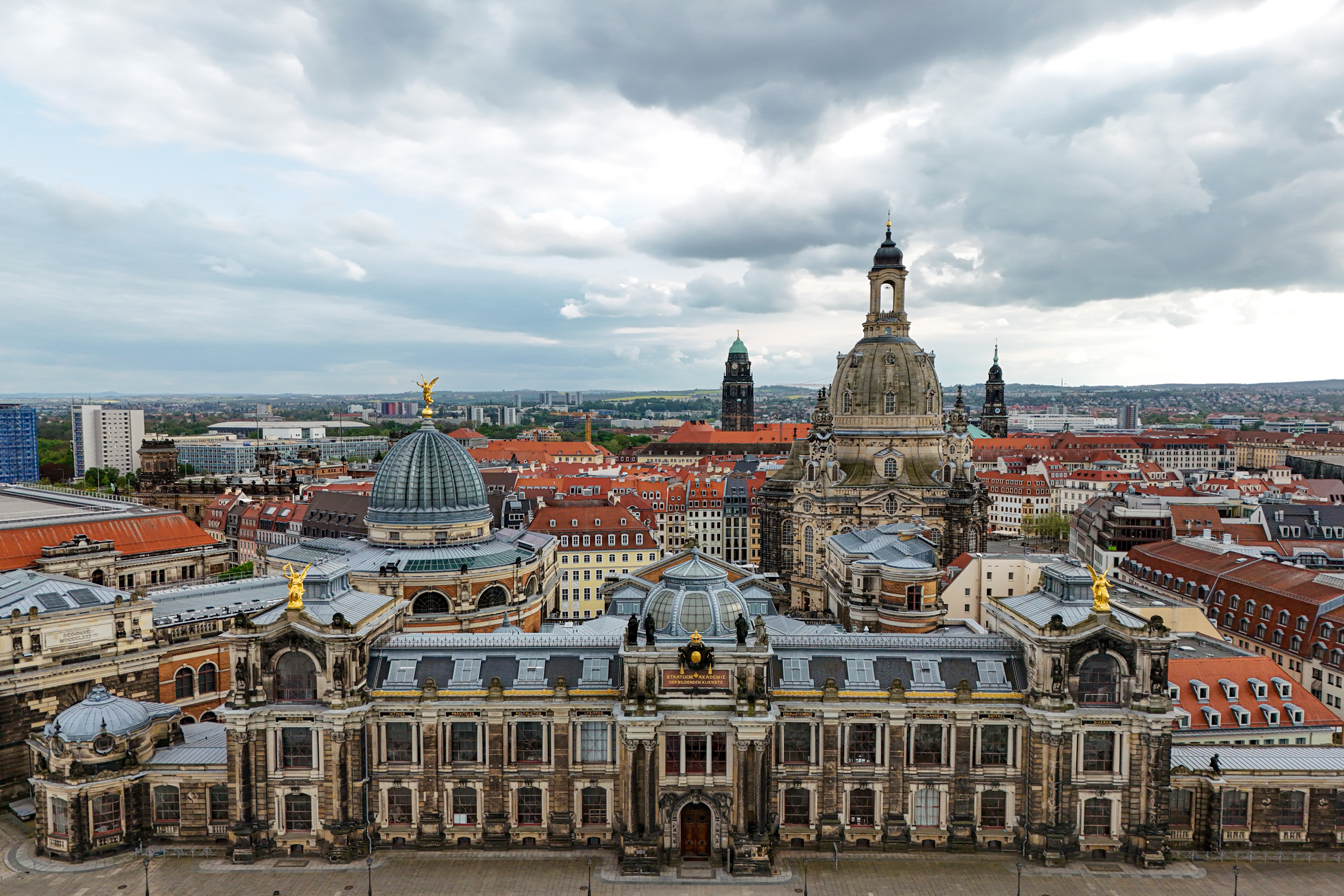
Drezda, a székhely
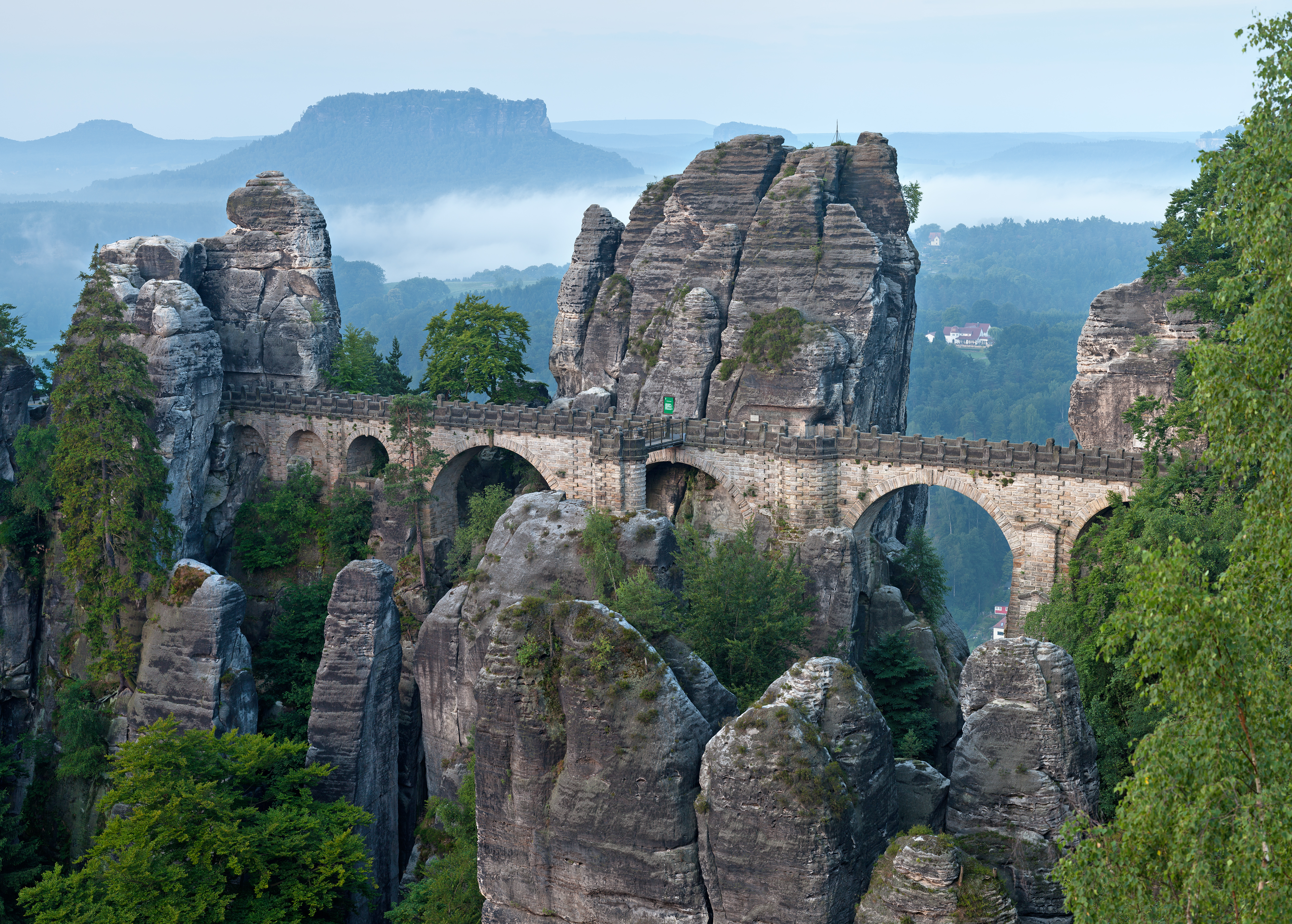
Bastei, a Szász Svájc Nemzeti Parkban
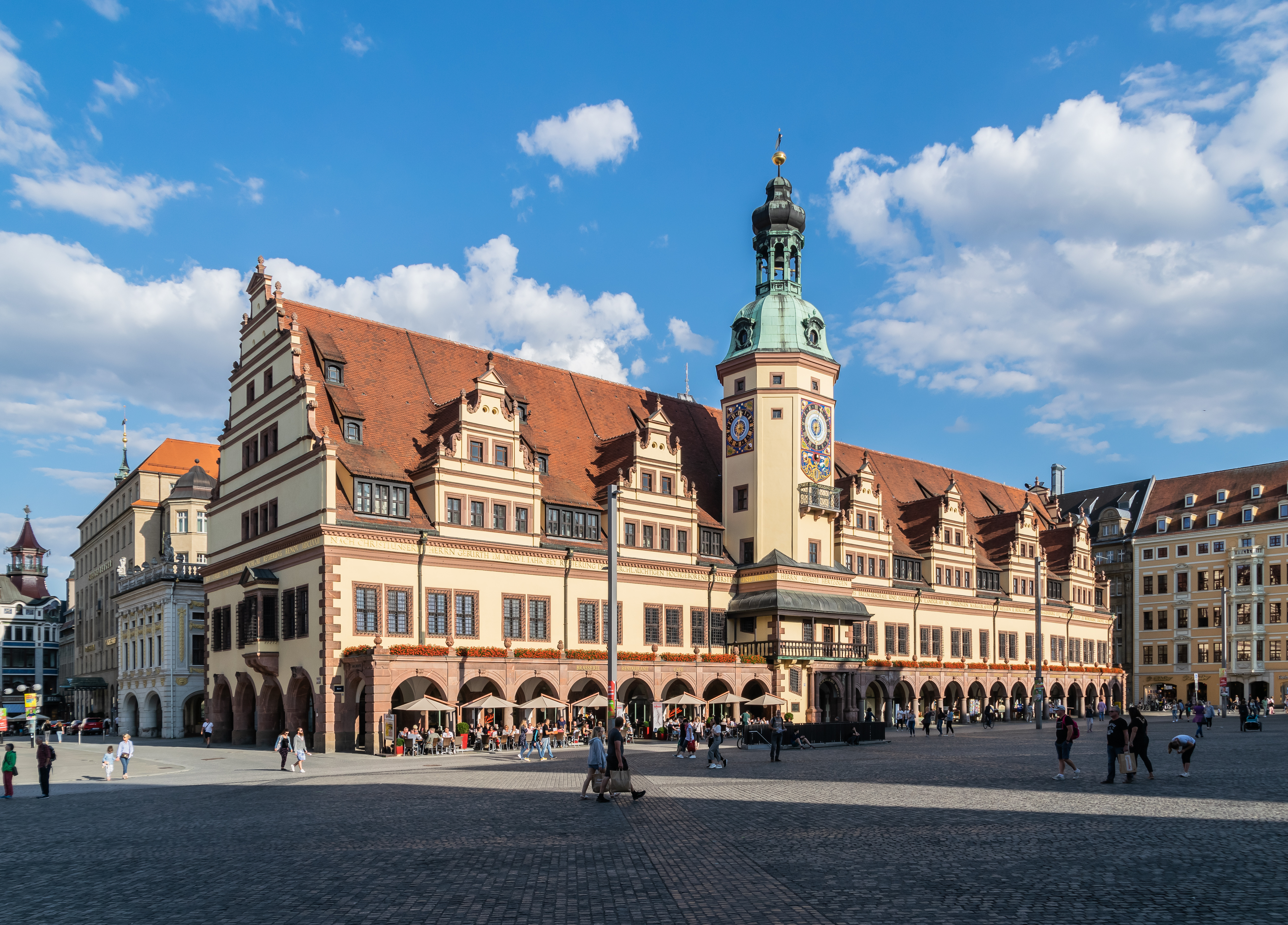
A régi városháza Lipcsében
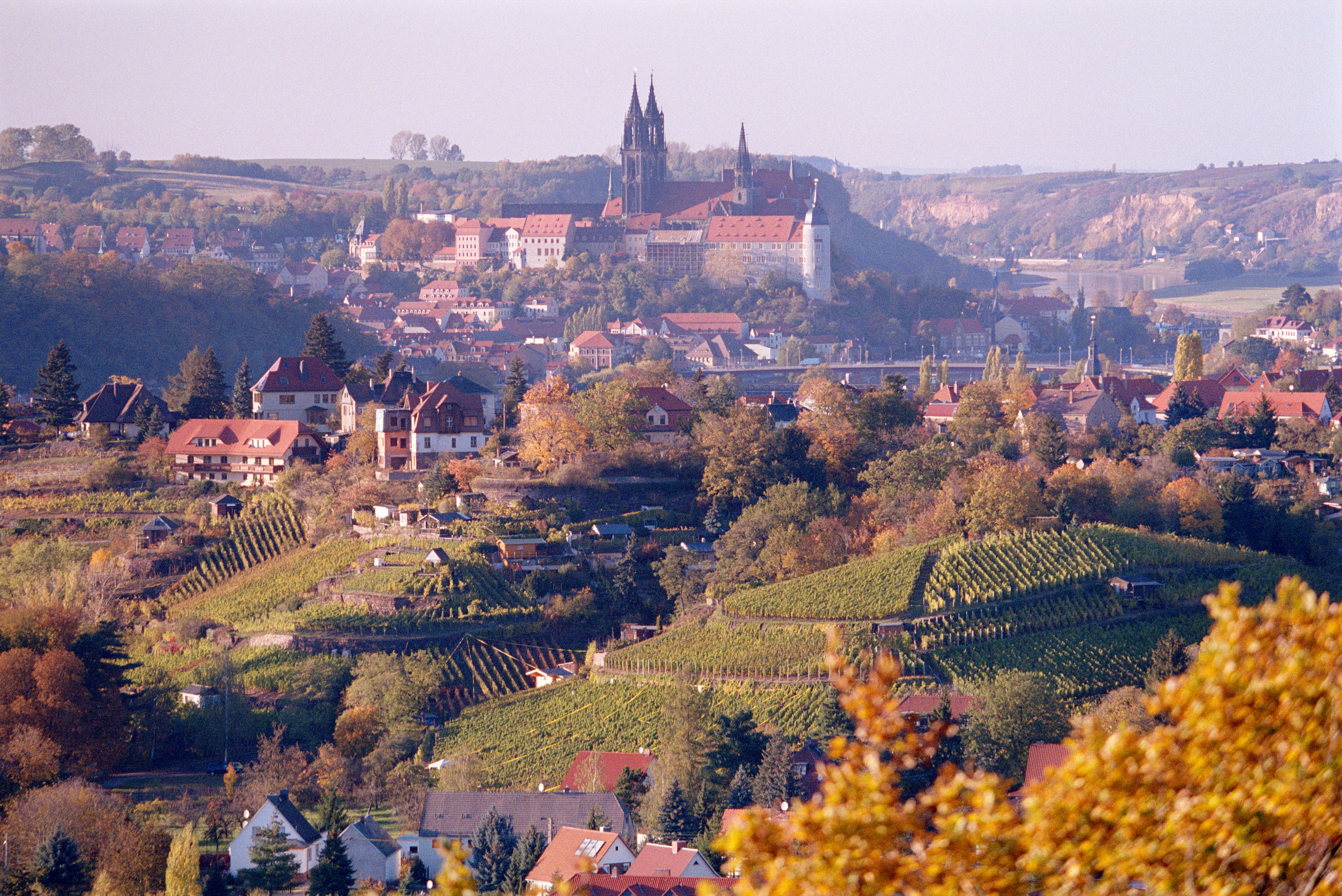
Az Elba-völgye Meißen városánál
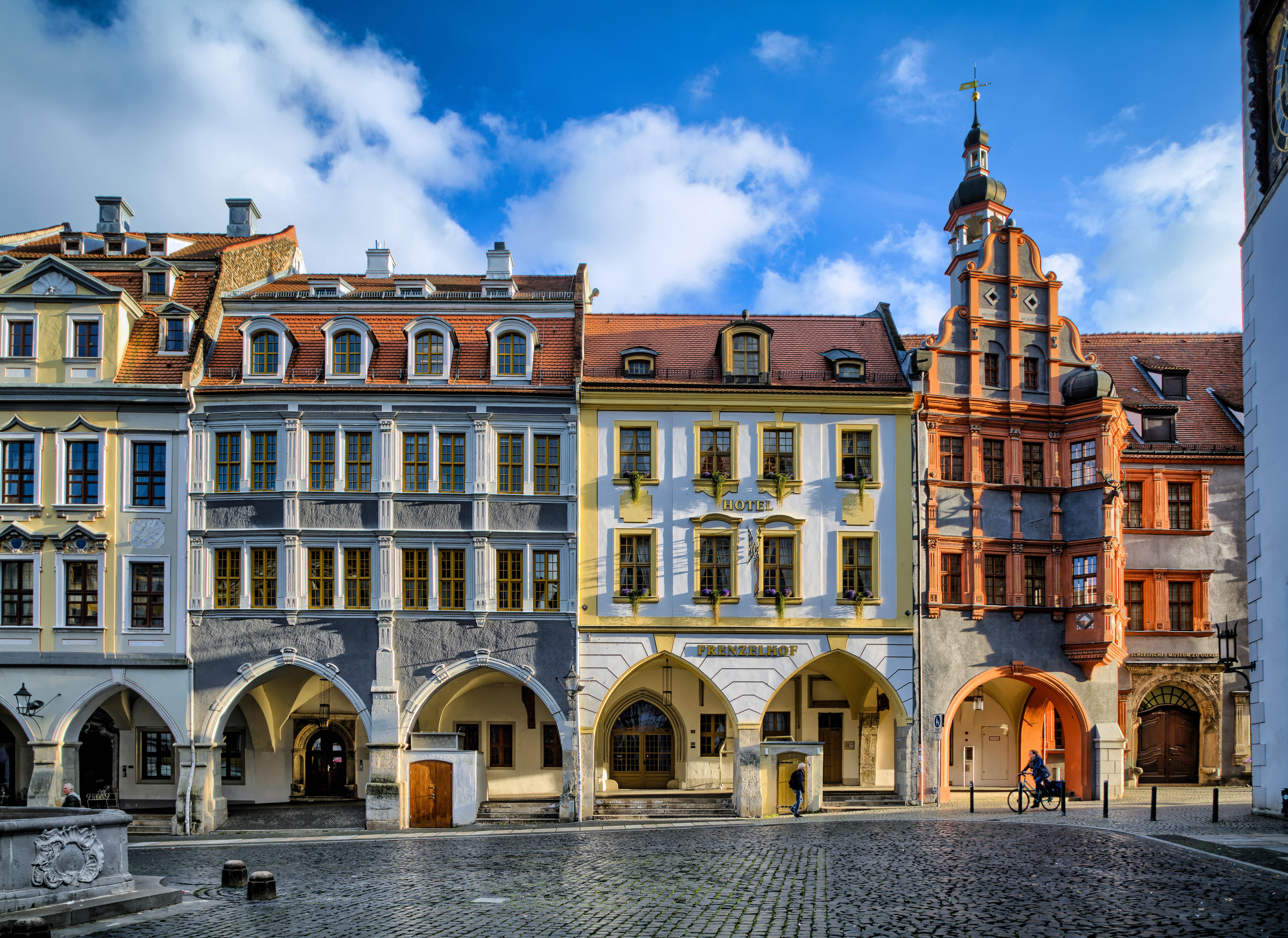
Görlitz történelmi óvárosa